# Camerún en los Juegos Paralímpicos de Tokio 2020
Camerún estuvo representado en los Juegos Paralímpicos de Tokio 2020 por tres deportistas, dos mujeres y un hombre. El equipo paralímpico camerunés no obtuvo ninguna medalla en estos Juegos.